# Фитоценоза
Фитоценоза или растително съобщество е всяко устойчиво, еднородно по състав и строеж исторически формирало се съжителство от растения, което заема определена територия и в което се наблюдават еднотипни взаимоотношения и обмяна. Компонентите на всяка фитоцентоза се повлияват от фактори като почвения тип, топографията, климата и влиянието на човешкия фактор.